# Brush Script
Brush Script is een zeer populair en veelgebruikt script lettertype. Het is al in 1942 ontworpen door Robert E. Smith en uitgegeven bij American Type Founders. Daarna ook bij de uitgeverijen Intertype en Lanston Monotype.
Het lettertype kenmerkt zich door de makkelijk geschreven en vlot leesbare tekens alsof ze met een dunne penseel zijn getekend. De kleine letters sluiten veelal met dunne lijnen aan elkaar aan. Het lettertype is geschikt voor posters, reclamedrukwerk en informele publicaties.
Dit lettertype wordt meegeleverd bij Microsoft Office, onder andere in Microsoft Word.